# Познайка
«Познайка» (укр. Пізнайко) — украинский детский познавательный журнал. Основан в 1996 году. Символом журнала стал барсучок Познайка.

## История
Первый номер журнала «Пізнайко» вышел в 1996 году.
С января 2001 года по 2013 год выпускалась англоязычная версия журнала «Posnayko» для изучения английского языка детьми 4-10 лет.
С февраля 1997 года по декабрь 2015 года выходила русскоязычная версия журнала «Познайка».
В январе 2005 года редакция выпускает журнал «Познайка от 2 до 5» (ныне — от 2 до 6). А с января 2008 года по январь 2013 года журнал «Познайка от 2 до 6» выходил с развивающими заданиями на CD-диске.
Начиная с 2016 года издаётся два журнала только на украинском языке: «Пізнайко від 2 до 6» и «Пізнайко від 6».
В иллюстрировании журнала принимает участие известный художник и режиссёр-мультипликатор Радна Сахалтуев.

## Встречи
Редакция журнала периодически устраивает встречи с читателями в школах, детсадах, детских библиотеках, в том числе в библиотеке имени П. Усенко для детей и молодёжи и Национальной библиотеке Украины для детей.

## Награды
Журнал был отмечен различными наградами:
- Лучшее юношеское издание Украины (1998).
- Лауреат международного открытого рейтинга популярности и качества товаров и услуг «Золотая фортуна» (2000).
- Победитель международного фестиваля журналистики в категории «Издания для детей» (2000, 2001).
- Премия «Золотой ДААТ» Всеукраинского конкурса «Обложка года» в номинации «Детские издания» (2005).
- Победитель конкурса на лучшее периодическое издание для детей Украины по версии Госкомтелерадио 2013 года.